# Xysticus promiscuus
Xysticus promiscuus är en spindelart som beskrevs av O. Pickard-Cambridge 1876. Xysticus promiscuus ingår i släktet Xysticus och familjen krabbspindlar. Inga underarter finns listade i Catalogue of Life.